# Рейдар-Бейс (Техас)
Рейдар-Бейс (англ. Radar Base) — переписна місцевість (CDP) в США, в окрузі Маверік штату Техас. Населення — 93 особи (2020).

## Географія
Рейдар-Бейс розташований за координатами 28°51′20″ пн. ш. 100°32′8″ зх. д. / 28.85556° пн. ш. 100.53556° зх. д. (28.855679, -100.535528).  За даними Бюро перепису населення США в 2010 році переписна місцевість мала площу 2,88 км², з яких 2,87 км² — суходіл та 0,01 км² — водойми.

## Демографія
Згідно з переписом 2010 року, у переписній місцевості мешкали 762 особи в 47 домогосподарствах у складі 37 родин. Густота населення становила 265 осіб/км².  Було 61 помешкання (21/км²).
Расовий склад населення:
| - 91,5 % — білих - 1,6 % — азіатів - 0,1 % — чорних або афроамериканців - 6,3 % — осіб інших рас |

До двох чи більше рас належало 0,5 %. Частка іспаномовних становила 95,8 % від усіх жителів.
За віковим діапазоном населення розподілялося таким чином: 5,4 % — особи молодші 18 років, 92,4 % — особи у віці 18—64 років, 2,2 % — особи у віці 65 років та старші. Медіана віку мешканця становила 24,8 року. На 100 осіб жіночої статі у переписній місцевості припадало 632,7 чоловіків;  на 100 жінок у віці від 18 років та старших — 758,3 чоловіків також старших 18 років.
Цивільне працевлаштоване населення становило 111 осіб. Основні галузі зайнятості: роздрібна торгівля — 91,0 %, освіта, охорона здоров'я та соціальна допомога — 9,0 %.